# پستاندار کوچک

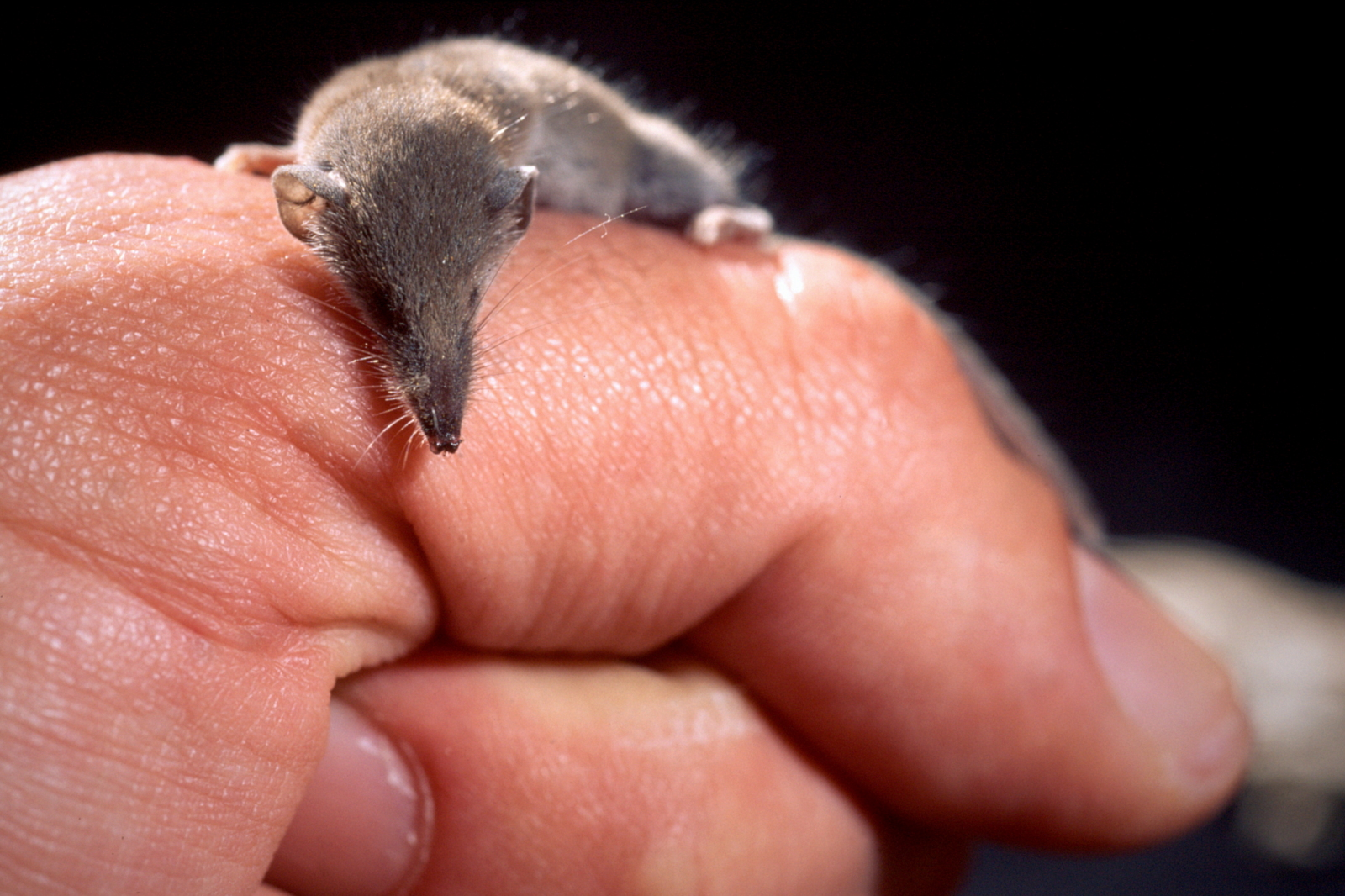
حشره‌خوار اتروسی، یک پستاندار ویژه کوچک

پستانداران (به انگلیسی: Small mammals، Micromammals)، زیرمجموعه‌ای از پستانداران بر اساس توده بدن و اندازه آنها هستند. اندازه مختلف به عنوان حد بالایی استفاده شده‌است. برنامه بین‌المللی زیست‌شناختی، پستانداران کوچک را گونه‌هایی با وزن تا ۵ کیلوگرم تعریف کرده‌است. از سوی دیگر، اتحادیه بین‌المللی حفاظت از طبیعت (IUCN) راسته‌های جوندگان، حشره‌خواران درختی و هوچرب‌کورسانان را تحت عنوان پستانداران کوچک دسته‌بندی می‌کند.
اکثریت چشمگیری از گونه‌های پستانداران در دسته پستانداران کوچک قرار می‌گیرند. آنها در محدوده گسترده‌ای از زیستگاه‌ها و مناطق آب‌وهوایی یافت می‌شوند.